# Anopheles albitarsis
Anopheles albitarsis é um complexo de espécies crípticas de mosquitos, por isso as informações são imprecisas.
O complexo é hospedeiro e transmissor da malária, comum nas áreas de planície e baixada, em toda a região oriental da América do Sul, sendo comum nos planaltos e vai se tornando raro à medida que se avança para terrenos mais montanhoso ou para dentro das florestas. Suas larvas apresentam um caráter generalista com relação ao criadouro, mas são mais abundantes nos campos e pastagens de preferência em água doce e limpa. O adulto prefere picar animais como cavalos a homens e aves, normalmente evitando a moradia humana.
Rosa-Freitas em 1989 conseguiu separar deste complexo de espécies crípticas o Anopheles deaneorum.

## Referência bibliográfica
- Consoli RAGB, Lourenço-de-Oliveira R. (1994). "Principais mosquitos de importância sanitária no Brasil" (PDF)  . Editora Fundação Instituto Oswaldo Cruz, Rio de Janeiro, Brasil.